# Sirova Katalena
Sirova Katalena – wieś w Chorwacji, w żupanii kopriwnicko-kriżewczyńskiej, w mieście Đurđevac. W 2011 roku liczyła 281 mieszkańców.